# Cristaria integerrima
Cristaria integerrima là một loài thực vật có hoa trong họ Cẩm quỳ. Loài này được Phil. mô tả khoa học đầu tiên năm 1860.